# Полиция на Русия
Полиция на Русия е част от структурата на Министерството на вътрешните работи на Руската федерация. Включена е в органите на вътрешните работи.
Има за цел да защити живота, здравето, човешките права и свободи на руските граждани, чужди граждани, лица без гражданство, борба с престъпността, опазване на обществения ред, собственост и гарантиране на обществената сигурност.
В рамките на своята компетентност ръководството на полицията, упражнено от президента на Руската федерация пряко или чрез министъра на вътрешните работи, ръководителите на териториалните органи на Министерството на вътрешните работи и началниците на полицейските звена.
Структура на централния апарат на руската полиция:
- Главна дирекция на частна охранителна
- Главна дирекция на пътната безопасност
- Генерална дирекция за защита на обществения ред и координация на взаимодействието с органите на изпълнителната власт на субектите на Руската федерация
- Главна дирекция за противодействие на екстремизма
- Главна дирекция на транспорта
- Главна дирекция на криминално разследване
- Главно управление на икономическа сигурност и борба с корупцията
- Национално централно бюро Интерпол
- Оперативното управление
- Управление на сигурността на лицата, подлежащи на държавна защита
- Службата на дейността на специалните сили и самолети
- Управление на сигурността на големи международни спортни събития и маса
- Управление на оперативни и разследващи информация

## Полицията в Русия
Съществуващата система на публичните услуги за опазване на обществения ред и борбата с престъпността в Руската империя и реорганизирана от 1 март 2011 г. Руската федерация (с изключение за структури, които не принадлежат към Министерството на вътрешните работи, които вече съществуват или са съществували преди това и бяха отнесени от страна на полицията).

## Полицията в Руската империя
7 юни 1718 Петър I основава полиция Санкт Петербурга. Първоначално щатската полиция се състои от заместник-генералния секретар на полицията, 4 служители и 36 редници и сержанти. Документи в офиса на шефа на полицията бяха основните лектори и десет служители. Полицията не само след реда в града, но също и извършени редица икономически функции, се занимава с модернизацията на града – настилка на улици, области дренаж влажните зони, събиране на боклука, и т.н. 19 януари 1722 е създадена от полицията в Москва, начело с началника на полицията. 10 декември 1722 беше публикуван от шефа на полицията обучение, състояща се от 40 продукти.

## Полицията в модерна Русия

### данъчна полиция
Федерална данъчна служба полиция на Руската федерация. 20 май 1993 прие Закон „На органите Федерална данъчна полиция“, при която като правоприемник на Главна дирекция на данъчните Разследването установи, Министерството на данъчна полиция на Русия. Федерален закон № 200 на 17 декември 1995 г. Законът е изменен в съответствие с които катедрата е преименувана на Федералната служба за данъчна полиция. Основната цел на най-младия по това време тялото правоприлагащите с ръководството за провеждане на оперативно-следствени, експертни и дейности по разследване, създадена за борба с данъчните престъпления и нарушения, както и борбата с корупцията в данъчната администрация.
На 1 юли 2003 указ от руския президент Владимир Путин № 306 от 11 март 2003 г., Федералната служба за данъчна полиция беше премахната без никакво обяснение. Повечето от функциите и персонал на 16 000 броя прехвърлени към Министерството на вътрешните работи. Материална база и 40 000 броя персонал прехвърлят на новосъздадената Федерална служба за контрол над наркотиците.

### Военна полиция Русия
Идеята за създаване на военна полиция идва през 1989 г. и придобива особена спешност до средата на 90-те години, когато стана ясно, че изпълнението на военната дисциплина от офиси военни коменданти "не са адекватни и изисква професионална полицейска служба. През 1996 г. Държавната Дума един законопроект беше въведен, но не е приет. През 2005 г. Идеята е подкрепена от руския президент Владимир Путин, обаче, и по това време отвъд думите не се получи. От военна полиция е бил спомни отново през есента на 2009 г. и година по-късно министър на отбраната подписаха директива. Военна полиция са в етап на формиране, в съответствие с плановете на бъдещото му размер от 20 хиляди души. Военна полиция в Русия не съществува.

### Федерална полиция
За първи път говори за реформата на есента на 2002 г. В съответствие с плановете, полицията е трябвало да бъдат разделени на федералната полиция и общинската полиция. Така, според тогавашния заместник-началник на администрацията на Кремъл, Дмитрий Козак, е да бъдат изцяло приложени на конституционното право на Руската федерация себе си за поддържане на обществения ред, което е невъзможно в рамките на съществуващите централизирани в рамките на Министерството на вътрешните работи. В допълнение, в края на 2003 г. трябваше да бъде създадена агенция, която координира работата на следователите МВР, ФСБ и данъчна полиция – Федерална изследвания. Въпреки това, не успя политики министърът на вътрешните работи Борис Гризлов, което води до безпрецедентно корупцията в Министерството на вътрешните работи, принудени в крайна сметка не само отказва да се реформира министерството, но и я направи по-централизирана, което обикновено е смесен общата концепция на централизация на властта в Русия. През годините периодично налична информация за едни и същи възможно осъществяването на реформи и създаването на федералната полиция, която включва криминална полиция, полиция, обществената сигурност, миграцията полицията, но нищо от това не е изпълнено.

### Реорганизация на милицията в полиция (2011)
На 21 януари 2010 г. по време на среща на Асоциацията на адвокатите на Русия с участието на министъра на вътрешните работи Сергей Степашин, без да разкрива същността на иновациите, „обществена сигурност полицията, доколкото ми е известно – това не е нищо повече. И вероятно създаването на професионални полицейски сили – това е абсолютно правилно решение“.
По това време властите става ясно, че сериозно възнамерява да доведе реформата до края и реши да се прикрепя към изготвянето на законодателството на обикновените граждани. На 6 август 2010 г., руският президент Дмитрий Медведев на среща за реформа на МВР предполагат, че на следващия ден да даде „На Полиция“ за обществено обсъждане в интернет.
Тогава, на 6 август 2010 г., Дмитрий Медведев предложи да се преименува на полицията в полицията: „Имаме нужда професионалисти, членове на които са ефективни, справедливи и последователно да си вършат работата. Така че аз мисля, че е време да се върнете към правоохранителните органи на името си – на полицията“.
По този начин, на 7 август 2010 е предложен нов законопроект „За Полиция“ (една и съща сметка с промяната на името „милиция“ на „полиция“).
Според проучване, проведено избори на 14 – 15 август 2010, 63 процента от руснаците смятат, че преименуването на полицията на полицията няма да промени нищо, и във всички отдели ще останат същите.
Като цяло, новият законопроект е продължение на политиката обратно към това, изпълнявано на реформата през 2002 г., след това има още по-голяма централизация. Премахнати институциите на обществени полицията сигурност и криминална полиция. За разлика от полицията, отчасти подчинен субект на властите федерация, на полицията с предмет на федерацията (сметката), не е свързан.
В уникално за Русия, онлайн обсъждане на проекта на закон „за полицията“ присъстваха около 5 милиона души. В резултат на сметката, в сравнение с първоначалния вид, е претърпял значителни промени, дължащи се на власт на новата структура. По-специално, бяха изключени на убеждението, че полицията може свободно да влизат в помещенията на гражданите, те са собственици на земя на територията, земя и помещения, заети от публични сдружения и организации, и който е причинил най-голямата критика на „презумпция за законност“ на полицията.